# Königstuhl
Il Königstuhl (toponimo tedesco che significa sedia del re) è una collina alta 567,8 metri. È situata nei pressi di Heidelberg, nella regione del Baden-Württemberg, in Germania, ed è una delle alture più elevate del "kleinen Odenwald" (piccola foresta dell'Oden), a sud del fiume Neckar.

## Caratteristiche
Per quanto riguarda i confini territoriali, il monte appartiene in gran parte alla città di Heidelberg, ma sfiora anche i comuni di Gauangelloch e Gaiberg, che fanno parte della città di Leimen.
La sommità del Königstuhl consente la vista della città di Heidelberg e del fiume Neckar, come pure della vallata del Reno. Nei giorni in cui le condizioni di visibilità sono buone è possibile vedere anche la foresta del Palatinato, che dista circa 40–50 km.
Sulla sua cima si trovano:
1. l'Istituto Max Planck di astronomia
2. l'osservatorio astronomico Landessternwarte Heidelberg-Königstuhl
3. il parco divertimenti “paradiso delle favole”
4. allevamento di falchi “Tinnunculus”
5. trasmettitori radio e TV di cui: la torre della televisione di Heidelberg del “Südwestrundfunk”, la quale funzionava anche come torre panoramica fino al 2002, la torre radioemittente della Deutschen Telekom, la torre radioemittente una volta appartenente all'US Army.

Nel 1873 iniziò la pianificazione della ferrovia a cremagliera di Heidelberg, che fu attivata il 1º giugno 1907 e con la quale si può raggiungere la cima del monte. La funicolare compie le seguenti fermate: Kornmarkt, Heidelberger Schloss, Molkenkur, Königstuhl Gipfel.

## Sentieri
La città di Heidelberg ha realizzato sul fianco del monte due vie di salita molto particolari, entrambi attraversano la foresta: la Via Naturae e il Walderlebnispfad.
La Via Naturae e il Walderlebnispfad fanno parte del progetto Schonwald Königstuhl stimolato dalla città di Heidelberg. Per l'installazione delle due vie hanno partecipato con grande impegno l'ufficio forestale di Heidelberg e il parco naturale di Neckartal-Odenwald e grazie alle loro conoscenze tecniche è stato possibile realizzare il progetto.
Inoltre, il laboratorio Werkstatt GmbH ha contribuito al progetto grazie alla propria arte artigianale e alla capacità d'immedesimazione artistica.

### Via Naturae
La Via Naturae è stata pensata in modo da contribuire all'avvicinamento dell'essere umano alla foresta come parte essenziale della natura. Per questo motivo la via si rivolge a tutti coloro che sono interessati alla natura e al suo mantenimento e inoltre si rivolge anche a tutti gli insegnanti e allievi, che, come parte integrativa delle loro lezioni in ambito scientifico, cercano un modo per conoscere meglio l'aspetto naturale del mondo, fuori dalle scuole.
Percorrendo la Via Naturae per 8 km, ci si può inoltrare nel bosco Schonwald Königstuhl (per chi volesse prendere una via più breve può optare per quella di 3,5 km).
La via procede ben definita per due kilometri con una leggera pendenza fino ad arrivare alla capanna Hohlen Kästenbaum. Da qui il sentiero cambia direzione verso il sud e segue per i prossimi due kilometri la via del Oberen Drachenhöhlenweg e la via Kaiser-Franz-Weg fino ad arrivare al Linsenteicheck. L'itinerario tocca il suo punto più basso a una quota di 310 metri. È possibile effettuare una sosta in capanna, poiché la Via Naturae prosegue costantemente in salita. Attraversato l'Alten Hilsbacher Weg, che passa anche accanto alla capanna Kraussteinhütte e alla capanna Kaltteichhütte, si ritorna al punto di partenza sul Königstuhl a 560 metri d'altezza.

### Walderlebnispfad
È il sentiero dell'avventura e allo stesso tempo un ottimo modo per permettere un primo approccio con la natura poiché s'inoltra nel cuore del bosco. L'inizio, così come la fine del sentiero, si trova al Wanderparkplatz in cima al Königstuhl.

## Galleria d'immagini
- Immagini del monte Königstuhl:

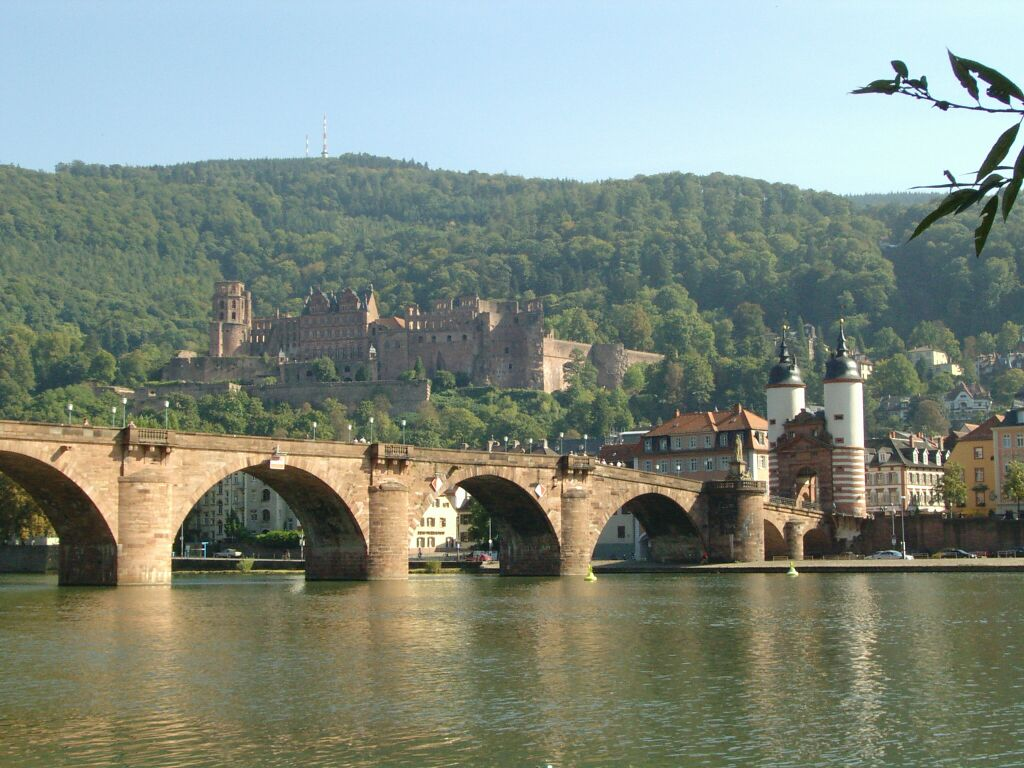
Il ponte vecchio e il castello di Heidelberg e il Königstuhl.
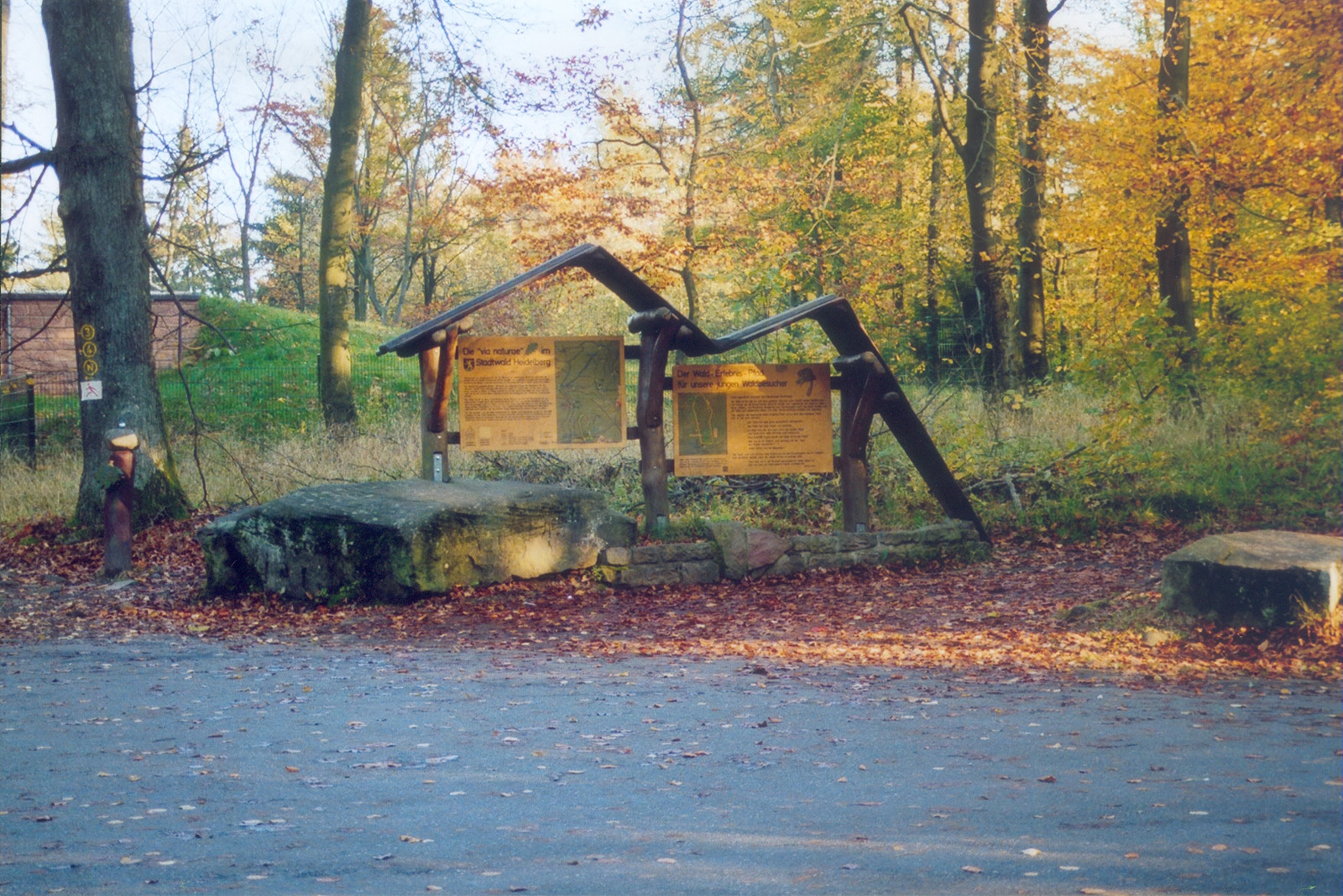
Il Königstuhl-Gipfel con le tabelle di informazione.

- Immagini dal Königstuhl:

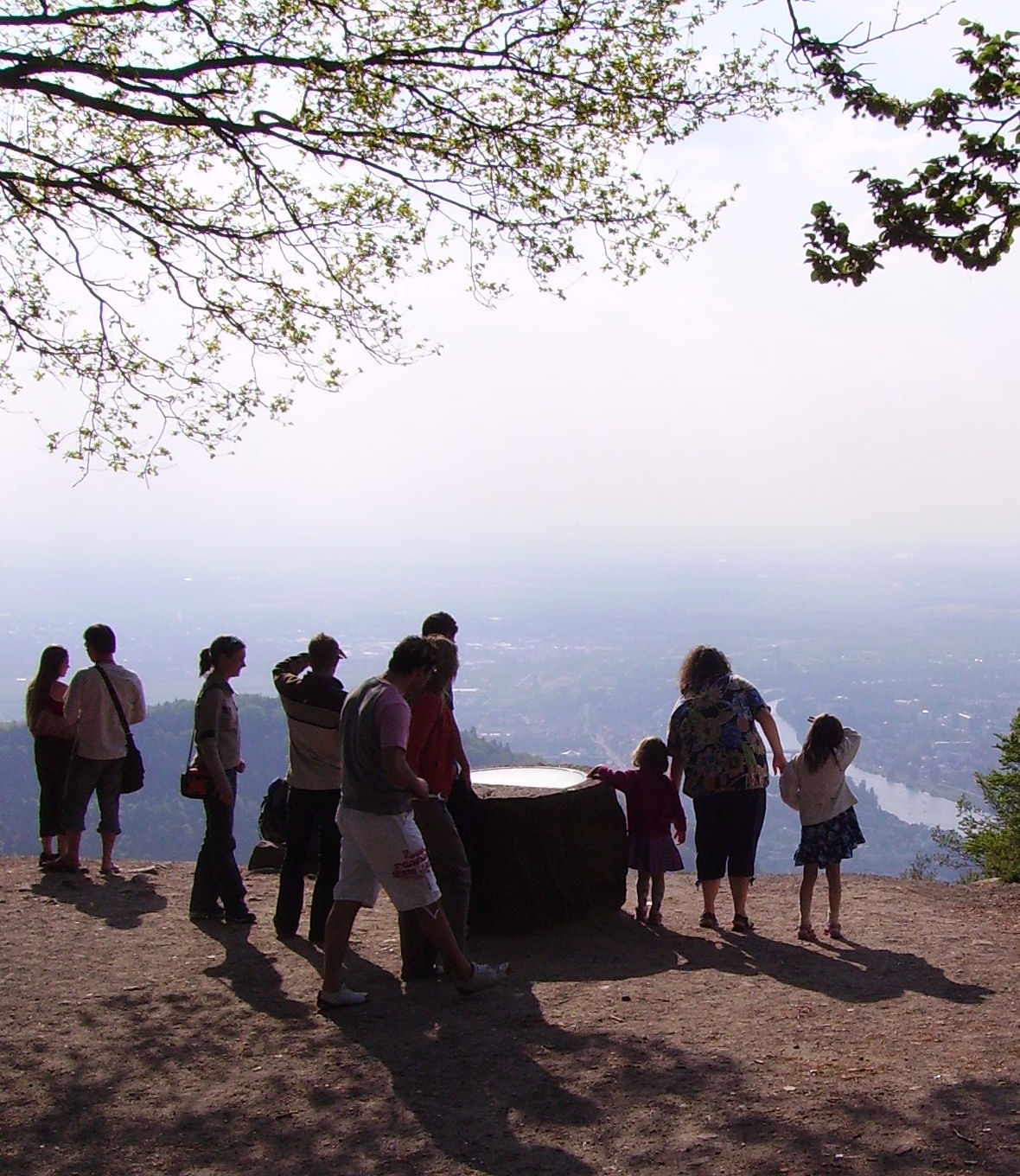
Panorama dal Königstuhl.
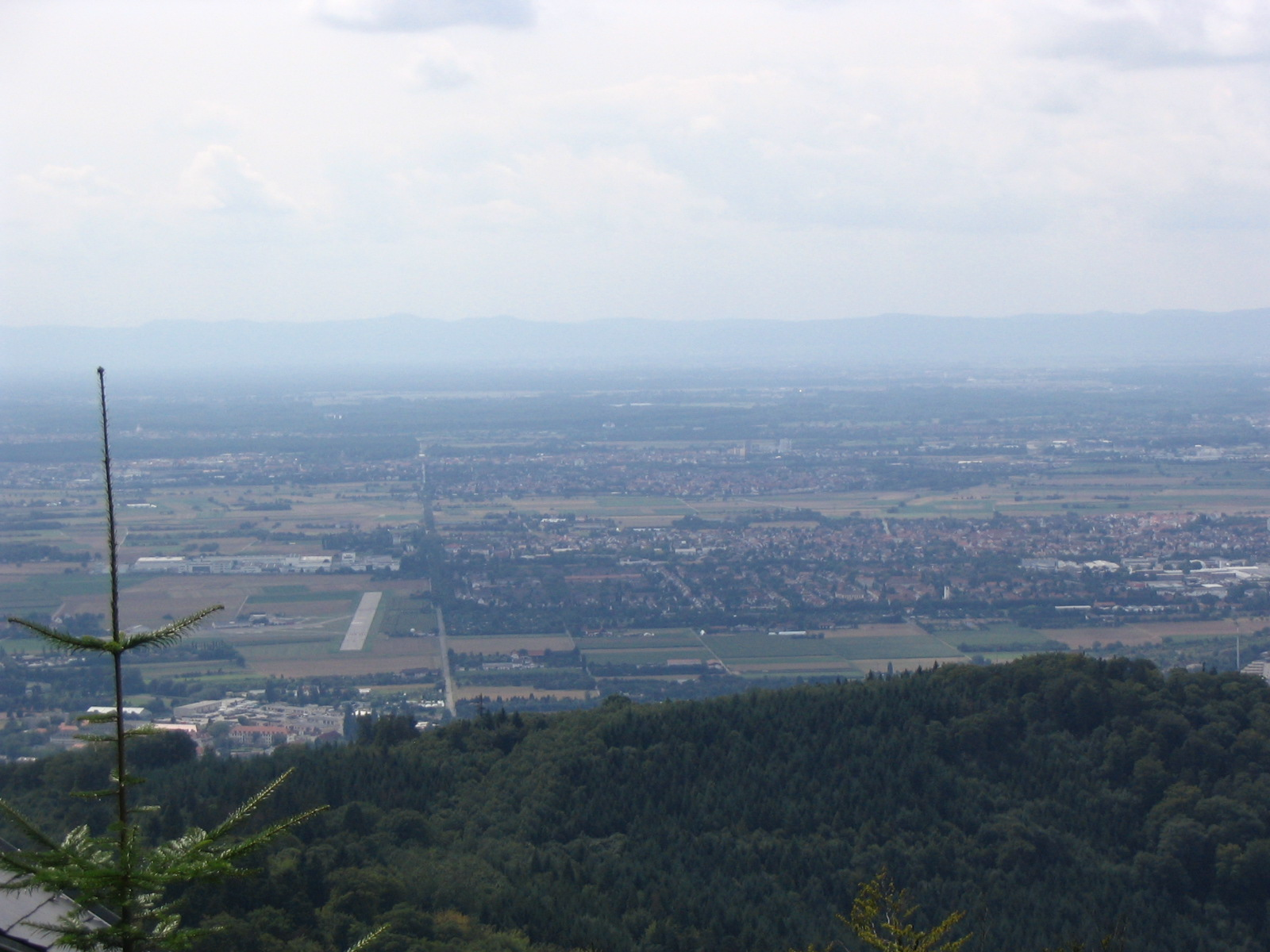
Vista sul Rheinebene.
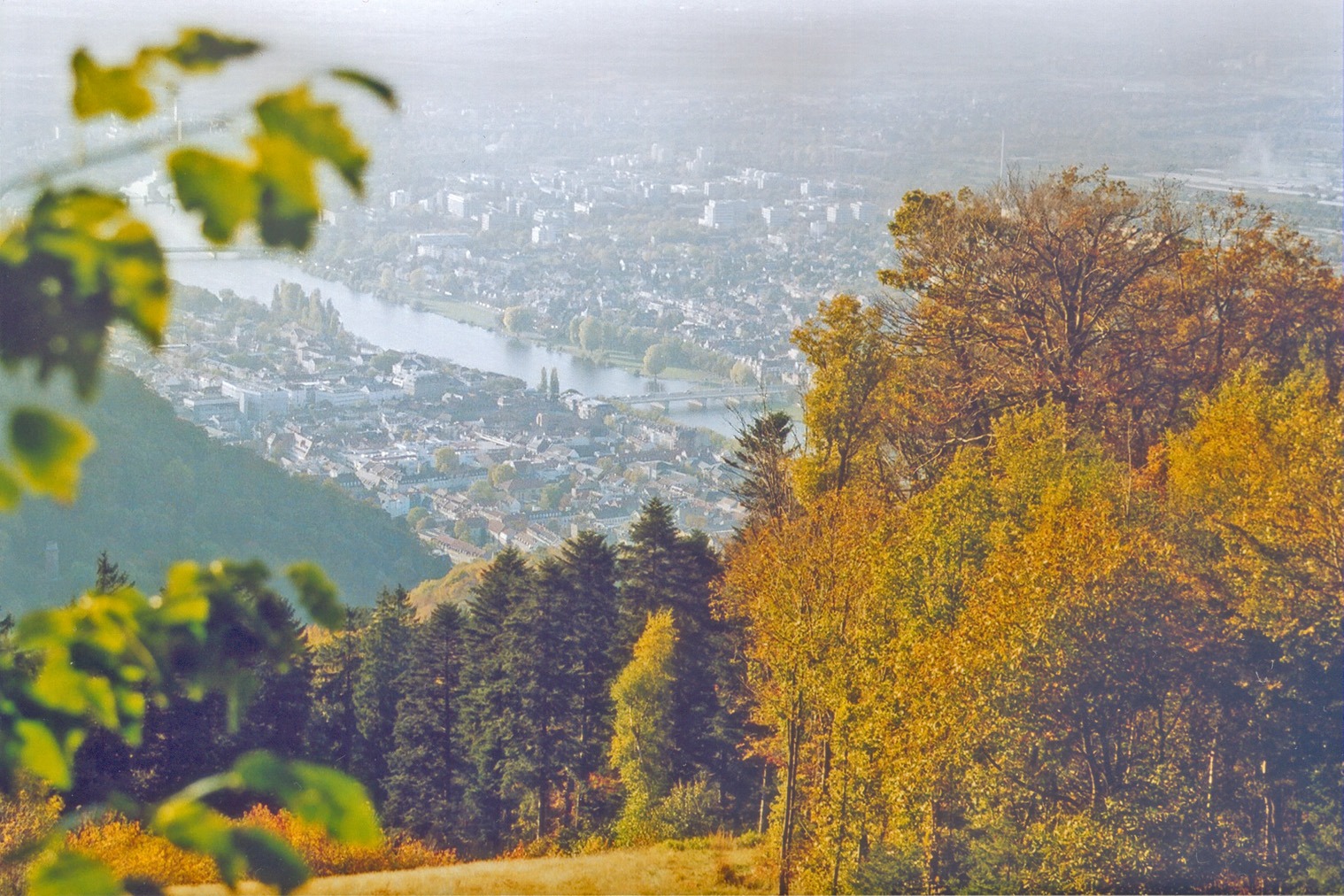
Veduta di Altstadt, Neuenheim e Bergheim.